# Жонсава (Лодзинське воєводство)
Жонсава (пол. Rząsawa) — село в Польщі, у гміні Белхатув Белхатовського повіту Лодзинського воєводства.
Населення — 88 осіб (2011).
У 1975-1998 роках село належало до Пйотрковського воєводства.

## Демографія
Демографічна структура станом на 31 березня 2011 року:
|          | Загалом | Допрацездатний вік | Працездатний вік | Постпрацездатний вік |
| -------- | ------- | ------------------ | ---------------- | -------------------- |
| Чоловіки | 44      | 6                  | 37               | 1                    |
| Жінки    | 44      | 10                 | 23               | 11                   |
| Разом    | 88      | 16                 | 60               | 12                   |